# Pseudoleptaleus jaccoudi
Pseudoleptaleus jaccoudi es una especie de coleóptero de la familia Anthicidae.

## Distribución geográfica
Habita en Malasia.